# Patrícia cenyida
La patrícia cenyida (en grec medieval ζωστὴ πατρικία, Zostí patrikia), va ser una dignitat àulica de l'Imperi Romà d'Orient reservada exclusivament a les dones. La patrícia cenyida era la principal assistenta de l'emperadriu. Ocupava un rang molt alt a la jerarquia, i la seva titular era la primera dona de la cort després de l'emperadriu. El títol està testimoniat des del segle ix fins al xii, però no es coneix el nom de gaires dones que tinguessin aquest càrrec.

## Història
El títol s'utilitzava per les dones que servien de dames de companyia a les emperadrius. No es coneixen amb certesa ni els seus orígens ni la data d'aparició del càrrec. Hi ha una referència segurament anacrònica a Antonina, esposa del general Belisari al segle vi, on se l'anomenava patrícia cenyida, però el primer testimoni cert és de l'any 830, quan es dona aquest títol a Teoctista Florina, la mare de l'emperadriu Teodora. Es menciona per última vegada el càrrec en fonts literàries a la Crònica de l'Escilitzes de Madrid de l'any 1018, quan es va conferir a Maria, esposa del tsar Joan Ladislau de Bulgària, i en una sèrie de segells del segle xi. Com altres títols, va desaparèixer després de les reformes de l'emperador Aleix I Comnè (r. 1081-1118).
Al Cletorològion de Filoteu escrit l'any 899, la dignitat de la patrícia cenyida està situada molt alta en l'ordre de precedència, situant-se davant del magistros i després del Curopalata. El seu estatus excepcional ve confirmat pel fet que era una dels només sis dignataris que dinaven a la taula imperial, juntament amb el Patriarca de Constantinoble, el Cèsar, el Nobilissimus, el curopalata i el basileopàtor i pel paper destacat que tenia en les cerimònies imperials, especialment en les relacionades amb l'emperadriu, com ara la coronació d'una nova emperadriu o el naixement d'un fill. La patrícia cenyida era la principal assistenta de l'emperadriu i era la cap de la cort de les dones (el sekreton tōn gynaikōn), format majoritàriament per les esposes dels alts càrrecs. De fet, la seva era l'única dignitat específicament femenina. Altres dones portaven les versions femenines dels títols del seu marit. Una patrícia cenyida era "l'única dama que era πατρικία per si mateixa", i no s'ha de confondre amb una simple patrícia, que era la cònjuge o la vídua d'un patrikios. Tot i que sembla que, en comú amb les altres dignitats supremes amb què s'associa, només hi havia una única titular de la dignitat, a la recepció d'Olga de Kíev durant el seu viatge a Constantinoble, es va utilitzar la forma plural zostai, que indicava la presència de com a mínim dues persones. S'ha tenir en compte que, de vegades, hi havia diverses emperadrius i que cadascuna devia tenir una patrícia cenyida al seu servei particular.
La patrícia cenyida rebia el seu títol durant una cerimònia d'investidura que se celebrava al Θεοτόκος τοῦ Φάρου, (Theotokos tou Pharou), la principal capella del Palau Imperial, segons diu el De ceremoniis (I.50) manat escriure per Constantí VII (r. 913-959). La cerimònia finalitzava al Chrysotriklinos la "sala daurada dels tres llits" la principal sala de cerimònies del Palau, on rebia de mans de l'emperador les tauletes d'ivori, les insígnies del seu títol. Després es dirigia a Santa Sofia, on les tauletes eren beneïdes pel patriarca, abans d'anar al Palau de Magnaura, on rebia les felicitacions de les dames de la cort i les esposes dels alts dignataris. Finalment, tornava al Pharou, on dipositava 70 nomismes, abans de retirar-se a les seves dependències.Portava també com a distintiu un ample cinturó d'or (ζωστὴ Zostí), que probablement li va donar el nom.
La patrícia cenyida portava el títol tota la vida i el mantenia fins i tot després de la mort de la seva emperadriu. A més, com la majoria dels càrrecs bizantins, el títol es podia conferir de forma honoraria, sense obligacions, com va ser probablement el cas de Teoctista Florina i de Maria, l'esposa d'Ivan Vladislav de Bulgària.